# Bain des Nymphes
Le bain des Nymphes est un bassin des jardins de Versailles.

## Localisation
Le bain des Nymphes se trouve au Nord-Est du parc, dans l'axe de l'allée d'Eau, entre cette dernière et le Bassin de la Pyramide.

## Description
Cette fontaine épouse la déclivité du terrain. 
Le mur de soutènement est placé au plus près du bassin de la Pyramide. Quatre termes ornés de masques forment pilastres sur ce mur. Une nappe d'eau s'échappe de la partie supérieure du mur et fait un rideau sur la nudité des onze nymphes qui se déploient sur la partie centrale du bas relief en métal, long de 6,15 m et haut de 2,25 m, et qui donnent leur nom à la fontaine.
Quatre bas reliefs décorent chacun des rampants des côtés est et ouest, et représentent des personnages ou des animaux. Ils sont de forme trapézoïdale afin de rattraper la pente. 

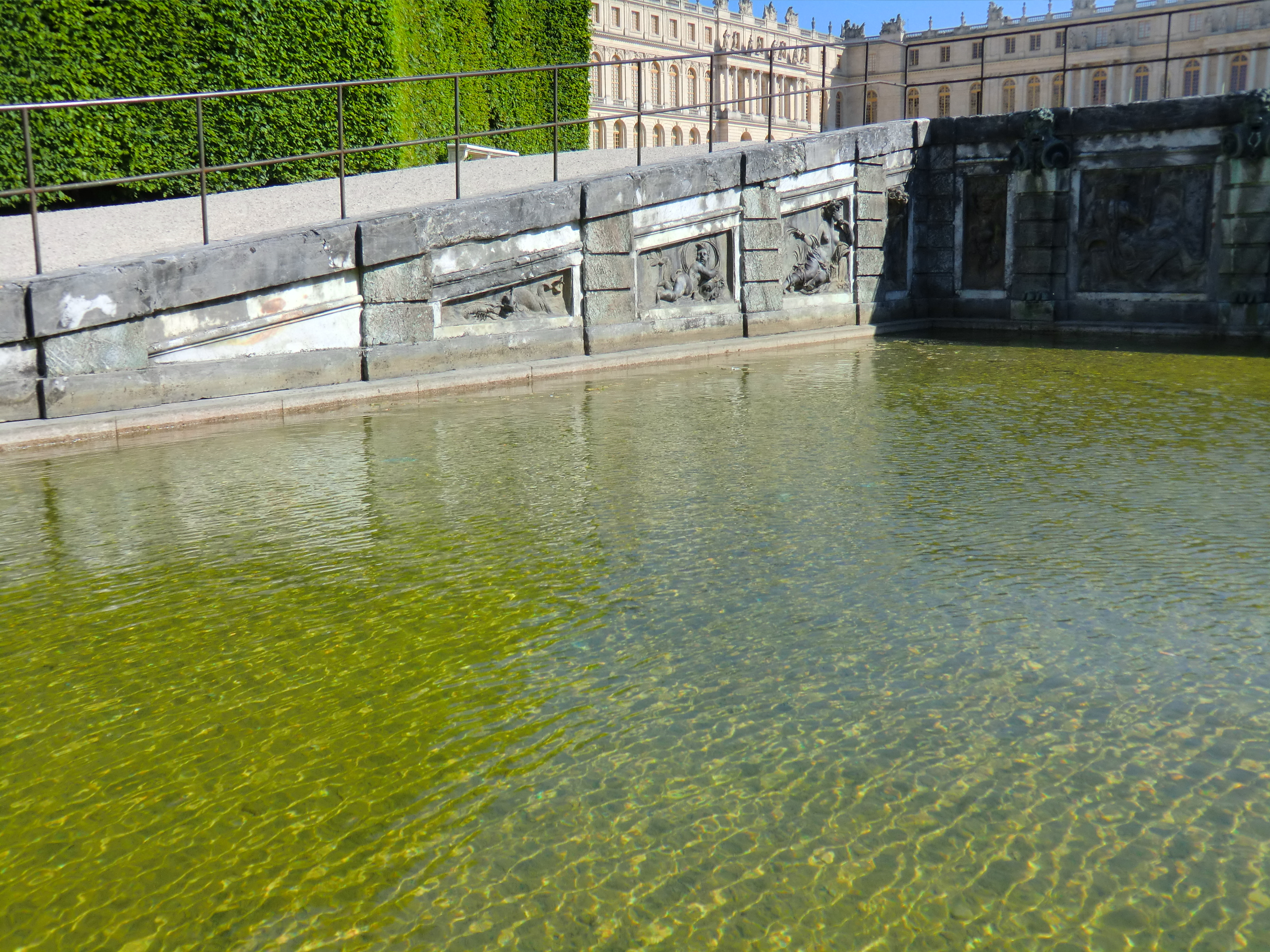
Rampant Est et mur Sud.
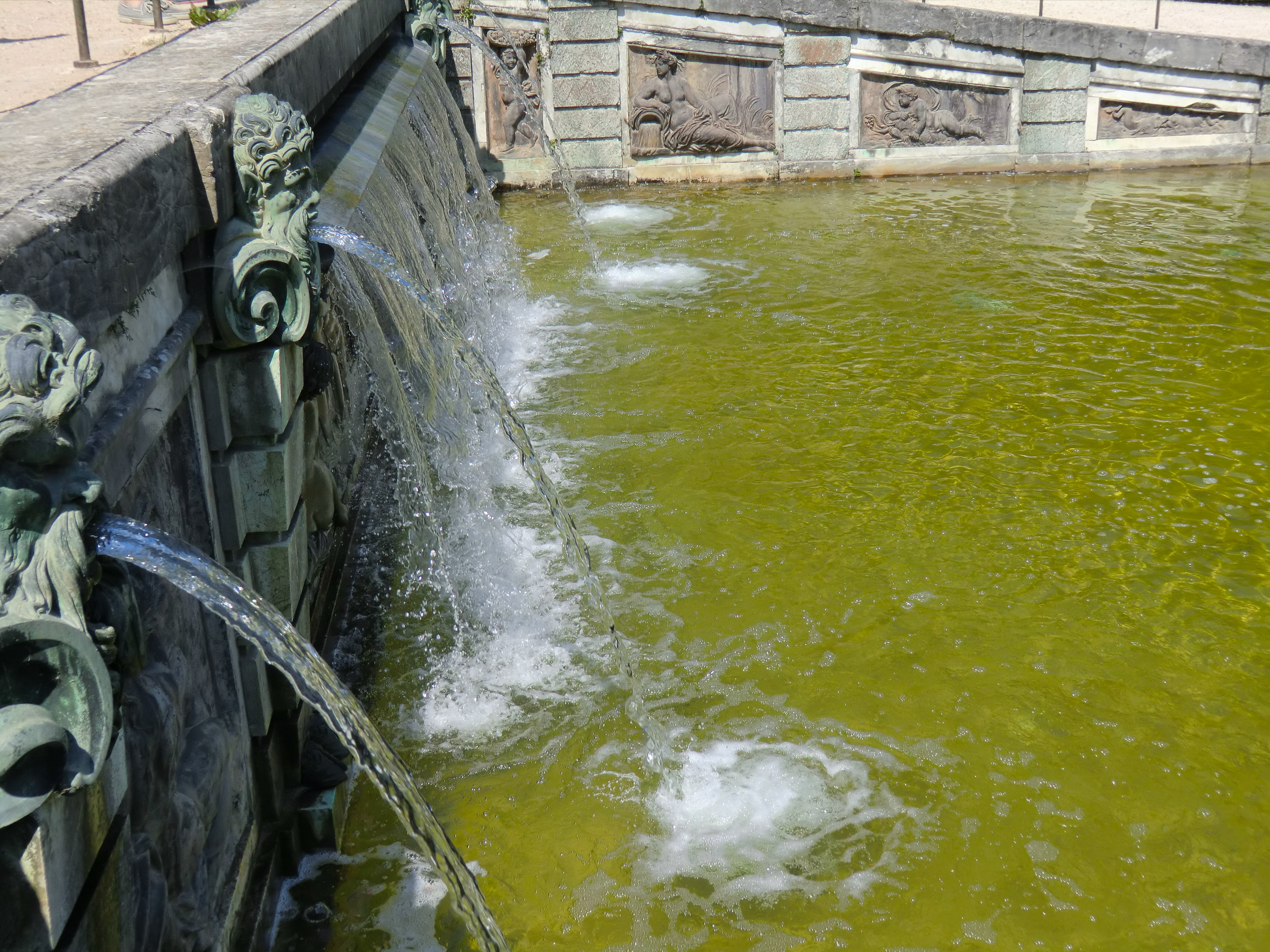
Mur Sud et rampant Ouest.
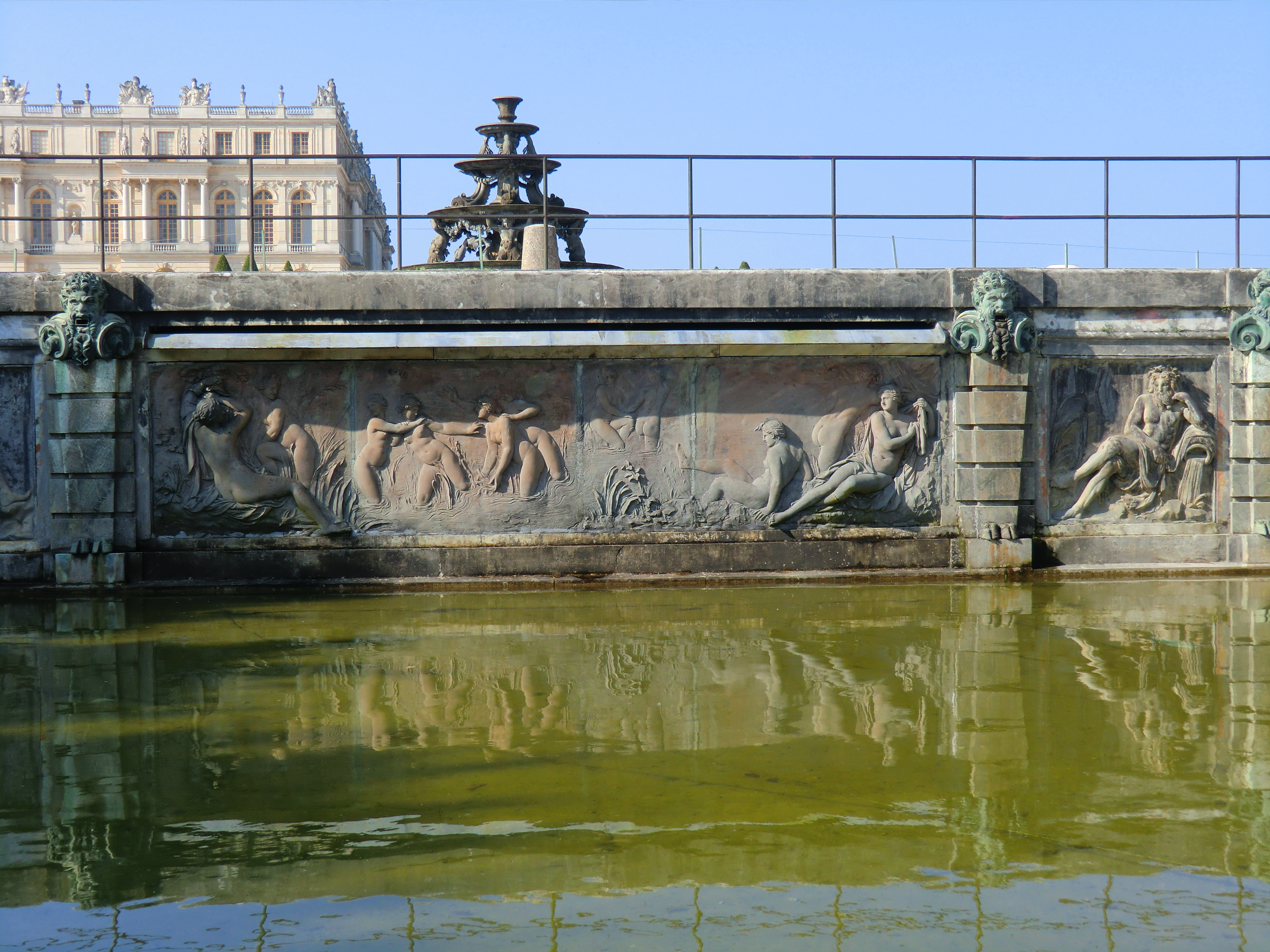
Vue générale du bas-relief du mur Sud.
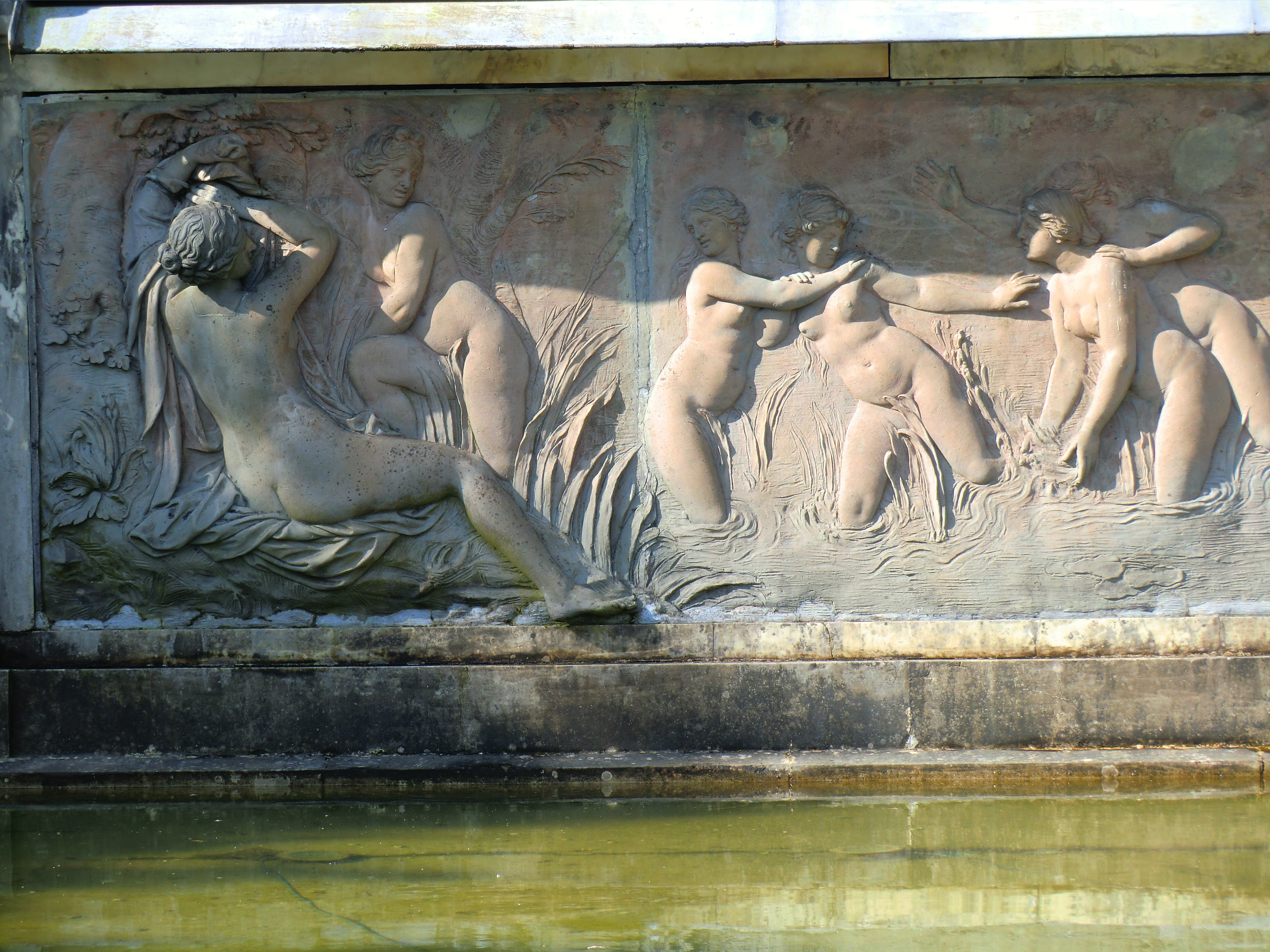
Détail du bas-relief des Nymphes.

## Histoire
En 1670 et 1671 six sculpteurs participent à la décoration. Parmi eux, François Girardon est chargé du bas relief principal, en plomb doré représentant des nymphes au bain.